# سید رضا کامیاب
سیدرضا کامیاب نماینده دور اول مجلس شورای اسلامی از حوزه انتخابی مشهد و دبیر حزب جمهوری اسلامی . وی در تاریخ ۷ مرداد ۱۳۶۰ توسط گروه فرقان کشته و در حرم رضا دفن شد.

## مشاغل و تالیفات
وی خطیب و از مبارزین علیه نظام سلطنت در قبل از انقلاب بوده متولد ۱۳۲۹نوده میرمحراب در دهستان زیبد شهرستان گناباد و تحصیل کرده حوزه علمیه مشهد است و با بسیاری از روحانیون از جمله علی خامنه‌ای و سید عبدالکریم هاشمی نژاد و علی عجم و عباس واعظ طبسی هم‌رزم بوده است.